# Швеція давня і сучасна

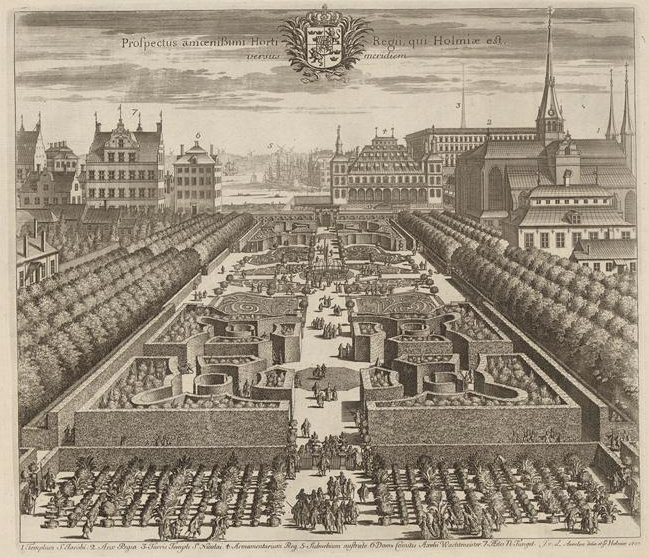
Одна з гравюр видання: Стокгольмський парк Кунгстредгорден

Панорама Стокгольма з видання «Швеція давня і сучасна»

Швеція давня і сучасна (лат. Suecia antiqua et hodierna) — книга з ілюстраціями географічних об'єктів Швеції періоду Великодержавності.

## Стислий опис
У виданні міститься 353 гравюр, виконаних за малюнками архітектора Еріка Дальберга, який взявся за цей проект за королівським дорученням. Дальберг розпочав свою працю 1660 року. Він об'їхав різні регіони Швеції, де на місті робив численні малюнки панорам міст, окремих історичних будівель, а також мап. Мідерити не завжди були дуже точними, оскільки Дальберг малював також заплановані ним перебудови, які частково не були реалізовані. Окрім того, нерідко він малював людей у неправильному масштабі відповідно до споруд. Таким чином чимало будівель здавалися більшими й помпезнішими, ніж були насправді.
Для виготовлення гравюр Дальберг найняв найкращих майстрів з Франції та Голландії. Він сам їздив до Парижа, аби спостерігати за роботою. Близько 1670 року, внаслідок війни з Данією, робота над книгою була перервана на десять років. Архітектор помер 1703 року, залишивши свою працю незавершеною. З 1720 року альбом поступив у продаж й за десять років наклад було повністю розпродано. Опісля було зроблено багато перевидань, останнє з яких було опубліковано 1924 року.